# Hildesuse Gaertner
Hildesuse Gaertner, auch Gärtner, (* 10. Februar 1923 in Freiburg im Breisgau; † 10. Februar 2016 ebenda) war eine deutsche Skirennläuferin und Politikerin. Zwischen 1949 und 1952 wurde sie siebenfache Deutsche Meisterin.

## Biografie
Gaertner stammt aus einer der erfolgreichsten Skifamilien Deutschlands. Ihre Cousine Christl Cranz gilt als eine der erfolgreichsten Läuferinnen aller Zeiten. Auch ihr Cousin Rudolf Cranz feierte zahlreiche nationale und internationale Erfolge. Früh trat Gaertner in die Fußstapfen ihrer Verwandten und rückte bereits im Alter von 14 Jahren in die deutsche Skinationalmannschaft auf. 1938 nahm sie an den Skiweltmeisterschaften im schweizerischen Engelberg teil. Ihre weitere sportliche Entwicklung wurde dann durch den Ausbruch des Zweiten Weltkriegs unterbrochen. Gaertner wurde als Krankenschwester des Deutschen Roten Kreuzes in der Versorgung der verwundeten Soldaten eingesetzt.
Nach Kriegsende konzentrierte sie sich auf ihr Studium der Philosophie, Naturgeschichte, Geographie und Zeitungswissenschaft an der Universität Freiburg, wo sie 1949 zum Thema Der Obst- und Gemüsebau der Stadt Freiburg und ihrer Umgebung promoviert wurde. Im gleichen Jahr gewann sie in Oberstdorf im Slalom ihren ersten deutschen Meistertitel. Sechs weitere folgten in den nächsten drei Jahren: 1950 wurde sie Deutsche Meisterin in der Abfahrt und in der Kombination, 1951 und 1952 jeweils im Slalom und in der Kombination. 1950 gewann Gaertner den Riesenslalom und am 12. Januar 1951 die Abfahrt der SDS-Rennen in Grindelwald (dazu am 12. Januar Rang 3 in der Kombination).
Nach ihrer aktiven Laufbahn schlug Gaertner eine Karriere als Reporterin und Journalistin ein. Später trat sie als Autorin verschiedener Reiseberichte über Neuseeland und Australien in Erscheinung. Für die Freien Wähler kandidierte sie 1962 erfolgreich bei der Wahl in den Freiburger Gemeinderat und gehörte diesem zunächst bis 1975 an. Nach fünfjähriger Pause wechselte sie zur CDU und wurde erneut gewählt. 1989 schaffte sie die Wiederwahl nicht, kam aber 1991 als Nachrückerin erneut in den Gemeinderat. 1994 beendete sie ihre politische Karriere.